# Пятиверстная
Пятиверстная — река в Туруханском районе Красноярского края, правый приток Енисея.
Длина реки — 13 км. Исток находится в болотистых смешанных лесах, на высоте свыше 120 м, течёт Пятиверстная вначале на запад, в нижнем течении — практичкски, на юг. Примерно в 2 км от устья принимает слева единственный заметный безымянный приток, впадает в Енисей на высоте 8 м в 1076 км от устья.
По данным государственного водного реестра России относится к Енисейскому бассейновому округу. Код водного объекта — 17010600112116100060811.